# Gibran Tueni
Gebran Ghassan Tueni (en árabe: جبران غسان تويني) (n. 15 de septiembre de 1957 - 12 de diciembre de 2005) fue un político libanés, exdirector y editor de An Nahar, el diario de circulación masiva editado en Beirut, Líbano.
Tueni era en su familia periodista de tercera generación, ya que el diario An Nahar había sido creado por su abuelo en 1933, también llamado Gibran Tueni. Y su padre Ghassan Gibran Tueni (1926-2012) dirigía el diario hacía décadas. 
Se licenció en periodismo, relaciones internacionales y gestión de las universidades francesas. Su madre era la poeta francófona drusa, Nadia Hamadeh Tueni, y su tío Marwan Hamadeh también druso, fue ministro de comunicaciones. 
Fue conocido internacionalmente en el año 2000, cuando escribió un editorial pidiendo la retirada de las tropas sirias del Líbano. En marzo de 2005, contribuyó en las manifestaciones denominadas Revolución de los Cedros, y habló diciendo “En el nombre de Dios, musulmanes y cristianos, permaneceremos unidos hasta el fin de los tiempos, para defender mejor a nuestro Líbano”. 
En mayo de 2005, fue elegido miembro del Parlamento del Líbano, en el sillón cristiano greco-ortodoxo de Beirut para la lista anti-siria liderada por Saad Hariri, hijo del asesinado ex premier ministro Rafik Hariri. Gibran era un miembro de la coalición política Unión Qornet Shehwan, encabezada por el obispo católico maronita Yussef Beshara, también como un parliamentario independiente laico.  

## Asesinato
Fue asesinado por un coche bomba el 12 de diciembre de 2005, en Mkalles, un suburbio de Beirut, cuando se dirigía a trabajar. Y fue enterrado en las cercanías de la Iglesia San Dimitrius, luego del funeral que tuvo lugar en la Iglesia San Jorge en Beirut. 
Los informes indicaron que un grupo hasta ahora desconocido, llamado “Luchadores para la Unidad y Libertad de Sham” (Sham se refiere a la antigua Gran Siria), se adjudicó la responsabilidad del asesinato. La declaración donde se asumía dicha responsabilidad fue enviada por fax a Reuters, e incluía una amenaza de que correrían la misma suerte todos los que apoyaran a los movimientos anti-sirios, afirmando que el asesinato había tenido éxito en callar a un traidor y en convertir al diario An-Nahar (El Día) en “noche”. 
El asesinato de Gibran Tueni coincidió con el lanzamiento de un segundo informe de las Naciones Unidas acerca de la investigación sobre la implicación de Siria en el asesinato de Rafik Hariri. En respuesta, el primer ministro libanés Fuad Siniora, anunció que pediría al Consejo de Seguridad, investigar también la complicidad de Siria en la muerte de Tueni y de otras figuras anti-sirias. 
Antes de su muerte, Gibran Tueni estaba promoviendo una investigación internacional sobre las fosas comunes encontradas en la ciudad libanesa de Anjar, sede principal de la inteligencia siria. El análisis forense demostró más tarde que las tumbas formaban parte de un cementerio del siglo XVIII. En su último editorial, Tueni acusó a Siria de haber cometido crímenes contra la Humanidad, culpándola de las fosas comunes y otras atrocidades cometidas durante su presencia en Líbano. 
Decenas de miles de personas llenaron las calles de Beirut para asistir al funeral de Tueni, el 14 de diciembre de 2005. Muchos dolientes culparon directamente a Siria por su muerte y corearon consignas anti-sirias. Los miembros del Parlamento Libanés también guardaron un minuto de silencio, durante una sesión parlamentaria especial. Y familiares continuando con el juego de palabras dijeron que “la noche” nunca caería sobre el periódico An-Nahar (El Día). 
Falleció a la edad de 48 años, dejando una viuda y dos hijas recién nacidas, junto con otras dos hijas de un matrimonio anterior.
En homenaje al valor de Tueni y su compromiso con la libertad de prensa, la Asociación Mundial de Periódicos y Editores de Noticias (WAN-IFRA) ha entregado premios con su nombre a diferentes editores y periodistas del Mundo Árabe.